# Tommy Crutcher
Tommy Joe Crutcher (McKinney, 10 de agosto de 1941 – Port Isabel, 16 de fevereiro de 2002)  foi um jogador profissional de futebol americano estadunidense.

## Carreira
Tommy Crutcher foi campeão do Super Bowl II jogando pelo Green Bay Packers.